# The best of Jack Jersey
The best of Jack Jersey is een muziekalbum van Jack Jersey uit 1976. De meeste liedjes op het album bracht hij eerder uit op een single, waaronder de drie hits met de Amerikaanse zangroep The Jordanaires.
In de LP Top 20 belandde het album op nummer 2 en bij Veronica op 4. In beide lijsten stond het iets minder dan 20 weken genoteerd. Het album werd bekroond met platina.

## Nummers
| Nr. | naam                                      | schrijver                                      | duur |
| --- | ----------------------------------------- | ---------------------------------------------- | ---- |
| A1  | Blue brown-eyed lady                      | Jack de Nijs                                   | 3:22 |
| A2  | I'm calling                               | Jack de Nijs                                   | 3:25 |
| A3  | Papa was a poor man                       | Jack de Nijs en H. Haast                       | 3:15 |
| A4  | You're the only reason                    | Jack de Nijs                                   | 2:32 |
| A5  | Don't break this heart                    | Jack de Nijs                                   | 2:32 |
| A6  | Jack Jersey & The Jordanaires - I wonder  | Jack de Nijs en Jacques Verburgt               | 2:27 |
| A7  | Me and Bobby McGee                        | Kris Kristofferson                             | 2:41 |
| B1  | After sweet memories                      | Kent Robbins                                   | 2:40 |
| B2  | Jack Jersey & The Jordanaires - Rub-it in | Layng Martine jr.                              | 2:08 |
| B3  | In the still of the night                 | Jack de Nijs en H. Haast                       | 2:21 |
| B4  | Gone girl                                 | Jack Clement en Jack de Nijs                   | 3:57 |
| B5  | Silvery moon                              | Jack de Nijs en K. Naar                        | 4:04 |
| B6  | Jack Jersey & The Jordanaires - Mary Lee  | Jack de Nijs en Jacques Verburgt               | 2:47 |
| B7  | Let it be me                              | Gilbert Bécaud, Manny Curtis en Pierre Delanoë | 2:48 |